# Lista de Pokémon da geração IV
Este artigo apenas destaca os assuntos básicos das espécies Pokémon. Para detalhes detalhados do universo, por favor consulte os wikis sobre o assunto.

Logotipo internacional da franquia Pokémon.

A quarta geração (Geração IV) da franquia Pokémon apresentou 107 criaturas fictícias introduzidas em 2006 no jogo de Nintendo DS, Pokémon Diamond e Pearl. Alguns Pokémon desta geração foram introduzidos nas adaptações animadas da franquia antes de Diamond e Pearl, como Bonsly, Mime Jr. e Munchlax, que eram personagens recorrentes da série de anime Pokémon em 2005 e 2006.
A lista a seguir descreve 107 Pokémon da Geração IV na ordem numérica do Pokédex Nacional. O primeiro Pokémon, Turtwig, numerado de 387 e o último, Arceus, numerado de 493. Formulários alternativos que resultam em alterações de tipo são incluídos por conveniência. Mega Evoluções e formas regionais estão incluídas nas páginas da geração em que foram introduzidas.

## Lista de Pokémon
| Nome em inglês         | Nome japonês         | Número do Pokédex Nacional | Tipo      | Tipo       | Evoluem em                    | Primeira aparição           |
| Nome em inglês         | Nome japonês         | Número do Pokédex Nacional | Primário  | Secundário | Evoluem em                    | Primeira aparição           |
| ---------------------- | -------------------- | -------------------------- | --------- | ---------- | ----------------------------- | --------------------------- |
| Turtwig                | Naetle               | 387                        | Planta    | Planta     | Grotle (#388)                 | Diamond e Pearl             |
| Grotle                 | Hayashigame          | 388                        | Planta    | Planta     | Torterra (#389)               | Diamond e Pearl             |
| Torterra               | Dodaitose            | 389                        | Planta    | Terrestre  | Não evoluem                   | Diamond e Pearl             |
| Chimchar               | Hikozaru             | 390                        | Fogo      | Fogo       | Monferno (#391)               | Diamond e Pearl             |
| Monferno               | Moukazaru            | 391                        | Fogo      | Lutador    | Infernape (#392)              | Diamond e Pearl             |
| Infernape              | Goukazaru            | 392                        | Fogo      | Lutador    | Não evoluem                   | Diamond e Pearl             |
| Piplup                 | Pochama              | 393                        | Água      | Água       | Prinplup (#394)               | Diamond e Pearl             |
| Prinplup               | Pottaishi            | 394                        | Água      | Água       | Empoleon (#395)               | Diamond e Pearl             |
| Empoleon               | Emperte              | 395                        | Água      | Metálico   | Não evoluem                   | Diamond e Pearl             |
| Starly                 | Mukkuru              | 396                        | Normal    | Voador     | Staravia (#397)               | Diamond e Pearl             |
| Staravia               | Mukubird             | 397                        | Normal    | Voador     | Staraptor (#398)              | Diamond e Pearl             |
| Staraptor              | Mukuhawk             | 398                        | Normal    | Voador     | Não evoluem                   | Diamond e Pearl             |
| Bidoof                 | Bippa                | 399                        | Normal    | Normal     | Bibarel (#400)                | Diamond e Pearl             |
| Bibarel                | Beadaru              | 400                        | Normal    | Água       | Não evoluem                   | Diamond e Pearl             |
| Kricketot              | Korobohsh            | 401                        | Inseto    | Inseto     | Kricketune (#402)             | Diamond e Pearl             |
| Kricketune             | Korotock             | 402                        | Inseto    | Inseto     | Não evoluem                   | Diamond e Pearl             |
| Shinx                  | Kolink               | 403                        | Elétrico  | Elétrico   | Luxio (#404)                  | Diamond e Pearl             |
| Luxio                  | Luxio                | 404                        | Elétrico  | Elétrico   | Luxray (#405)                 | Diamond e Pearl             |
| Luxray                 | Rentorar             | 405                        | Elétrico  | Elétrico   | Não evoluem                   | Diamond e Pearl             |
| Budew                  | Subomie              | 406                        | Planta    | Venenoso   | Roselia (#315)                | Diamond e Pearl             |
| Roserade               | Roserade             | 407                        | Planta    | Venenoso   | Não evoluem                   | Diamond e Pearl             |
| Cranidos               | Zugaidos             | 408                        | Pedra     | Pedra      | Rampardos (#409)              | Diamond e Pearl             |
| Rampardos              | Rampald              | 409                        | Pedra     | Pedra      | Não evoluem                   | Diamond e Pearl             |
| Shieldon               | Tatetops             | 410                        | Pedra     | Metálico   | Bastiodon (#411)              | Diamond e Pearl             |
| Bastiodon              | Torideps             | 411                        | Pedra     | Metálico   | Não evoluem                   | Diamond e Pearl             |
| Burmy                  | Minomucchi           | 412                        | Inseto    | Inseto     | Wormadam (#413) Mothim (#414) | Diamond e Pearl             |
| Wormadam               | Minomadam            | 413                        | Inseto    | Vários     | Não evoluem                   | Diamond e Pearl             |
| Wormadam Manto Vegetal | Plant Coat Minomadam | 413                        | Inseto    | Planta     | Não evoluem                   | Diamond e Pearl             |
| Wormadam Manto Arenoso | Sand Coat Minomadam  | 413                        | Inseto    | Terrestre  | Não evoluem                   | Diamond e Pearl             |
| Wormadam Manto de Lixo | Trash Coat Minomadam | 413                        | Inseto    | Metálico   | Não evoluem                   | Diamond e Pearl             |
| Mothim                 | Gamale               | 414                        | Inseto    | Voador     | Não evoluem                   | Diamond e Pearl             |
| Combee                 | Mitsuhoney           | 415                        | Inseto    | Voador     | Vespiquen (#416)              | Diamond e Pearl             |
| Vespiquen              | Beequen              | 416                        | Inseto    | Voador     | Não evoluem                   | Diamond e Pearl             |
| Pachirisu              | Pachirisu            | 417                        | Elétrico  | Elétrico   | Não evoluem                   | Diamond e Pearl             |
| Buizel                 | Buoysel              | 418                        | Água      | Água       | Floatzel (#419)               | Diamond e Pearl             |
| Floatzel               | Floazel              | 419                        | Água      | Água       | Não evoluem                   | Diamond e Pearl             |
| Cherubi                | Cherinbo             | 420                        | Planta    | Planta     | Cherrim (#421)                | Diamond e Pearl             |
| Cherrim                | Cherrim              | 421                        | Planta    | Planta     | Não evoluem                   | Diamond e Pearl             |
| Shellos                | Karanakushi          | 422                        | Água      | Água       | Gastrodon (#423)              | Diamond e Pearl             |
| Gastrodon              | Tritodon             | 423                        | Água      | Terrestre  | Não evoluem                   | Diamond e Pearl             |
| Ambipom                | Eteboth              | 424                        | Normal    | Normal     | Não evoluem                   | Diamond e Pearl             |
| Drifloon               | Fuwante              | 425                        | Fantasma  | Voador     | Drifblim (#426)               | Diamond e Pearl             |
| Drifblim               | Fuwaride             | 426                        | Fantasma  | Voador     | Não evoluem                   | Diamond e Pearl             |
| Buneary                | Mimirol              | 427                        | Normal    | Normal     | Lopunny (#428)                | Diamond e Pearl             |
| Lopunny                | Mimilop              | 428                        | Normal    | Normal     | Mega Evolução                 | Diamond e Pearl             |
| Mega Lopunny           | Mega Mimilop         | 428                        | Normal    | Lutador    | Não evoluem                   | Omega Ruby e Alpha Sapphire |
| Mismagius              | Mumargi              | 429                        | Fantasma  | Fantasma   | Não evoluem                   | Diamond e Pearl             |
| Honchkrow              | Dongkarasu           | 430                        | Noturno   | Voador     | Não evoluem                   | Diamond e Pearl             |
| Glameow                | Nyarmar              | 431                        | Normal    | Normal     | Purugly (#432)                | Diamond e Pearl             |
| Purugly                | Bunyatto             | 432                        | Normal    | Normal     | Não evoluem                   | Diamond e Pearl             |
| Chingling              | Lisyan               | 433                        | Psíquico  | Psíquico   | Chimecho (#358)               | Diamond e Pearl             |
| Stunky                 | Skunpuu              | 434                        | Venenoso  | Noturno    | Skuntank (#435)               | Diamond e Pearl             |
| Skuntank               | Skutank              | 435                        | Venenoso  | Noturno    | Não evoluem                   | Diamond e Pearl             |
| Bronzor                | Dohmirror            | 436                        | Metálico  | Psíquico   | Bronzong (#437)               | Diamond e Pearl             |
| Bronzong               | Dohtakun             | 437                        | Metálico  | Psíquico   | Não evoluem                   | Diamond e Pearl             |
| Bonsly                 | Usohachi             | 438                        | Pedra     | Pedra      | Sudowoodo (#185)              | XD: Gale of Darkness        |
| Mime Jr.               | Manene               | 439                        | Psíquico  | Fada       | Mr. Mime (#122)               | Diamond e Pearl             |
| Happiny                | Pinpuku              | 440                        | Normal    | Normal     | Chansey (#113)                | Diamond e Pearl             |
| Chatot                 | Perap                | 441                        | Normal    | Voador     | Não evoluem                   | Diamond e Pearl             |
| Spiritomb              | Mikaruge             | 442                        | Fantasma  | Noturno    | Não evoluem                   | Diamond e Pearl             |
| Gible                  | Fukamaru             | 443                        | Dragão    | Terrestre  | Gabite (#444)                 | Diamond e Pearl             |
| Gabite                 | Gabite               | 444                        | Dragão    | Terrestre  | Garchomp (#445)               | Diamond e Pearl             |
| Garchomp               | Gaburias             | 445                        | Dragão    | Terrestre  | Mega Evolução                 | Diamond e Pearl             |
| Mega Garchomp          | Mega Gaburias        | 445                        | Dragão    | Terrestre  | Não evoluem                   | X e Y                       |
| Munchlax               | Gonbe                | 446                        | Normal    | Normal     | Snorlax (#143)                | Diamond e Pearl             |
| Riolu                  | Riolu                | 447                        | Lutador   | Lutador    | Lucario (#448)                | Diamond e Pearl             |
| Lucario                | Lucario              | 448                        | Lutador   | Metálico   | Mega Evolução                 | Diamond e Pearl             |
| Mega Lucario           | Mega Lucario         | 448                        | Lutador   | Metálico   | Não evoluem                   | X e Y                       |
| Hippopotas             | Hippopotas           | 449                        | Terrestre | Terrestre  | Hippowdon (#450)              | Diamond e Pearl             |
| Hippowdon              | Kabaldon             | 450                        | Terrestre | Terrestre  | Não evoluem                   | Diamond e Pearl             |
| Skorupi                | Scorupi              | 451                        | Venenoso  | Inseto     | Drapion (#452)                | Diamond e Pearl             |
| Drapion                | Dorapion             | 452                        | Venenoso  | Noturno    | Não evoluem                   | Diamond e Pearl             |
| Croagunk               | Gureggru             | 453                        | Venenoso  | Lutador    | Toxicroak (#454)              | Diamond e Pearl             |
| Toxicroak              | Dokurog              | 454                        | Venenoso  | Lutador    | Não evoluem                   | Diamond e Pearl             |
| Carnivine              | Muskippa             | 455                        | Planta    | Planta     | Não evoluem                   | Diamond e Pearl             |
| Finneon                | Keikouo              | 456                        | Água      | Água       | Lumineon (#457)               | Diamond e Pearl             |
| Lumineon               | Neolant              | 457                        | Água      | Água       | Não evoluem                   | Diamond e Pearl             |
| Mantyke                | Tamanta              | 458                        | Água      | Voador     | Mantine (#226)                | Diamond e Pearl             |
| Snover                 | Yukikaburi           | 459                        | Planta    | Gelo       | Abomasnow (#460)              | Diamond e Pearl             |
| Abomasnow              | Yukinooh             | 460                        | Planta    | Gelo       | Mega Evolução                 | Diamond e Pearl             |
| Mega Abomasnow         | Mega Yukinooh        | 460                        | Planta    | Gelo       | Não evoluem                   | X e Y                       |
| Weavile                | Manyula              | 461                        | Noturno   | Gelo       | Não evoluem                   | Diamond e Pearl             |
| Magnezone              | Jibacoil             | 462                        | Elétrico  | Metálico   | Não evoluem                   | Diamond e Pearl             |
| Lickilicky             | Berobelt             | 46O 3                      | Normal    | Normal     | Não evoluem                   | Diamond e Pearl             |
| Rhyperior              | Dosidon              | 464                        | Terrestre | Pedra      | Não evoluem                   | Diamond e Pearl             |
| Tangrowth              | Mojumbo              | 465                        | Planta    | Planta     | Não evoluem                   | Diamond e Pearl             |
| Electivire             | Elekible             | 466                        | Elétrico  | Elétrico   | Não evoluem                   | Diamond e Pearl             |
| Magmortar              | Booburn              | 467                        | Fogo      | Fogo       | Não evoluem                   | Diamond e Pearl             |
| Togekiss               | Togekiss             | 468                        | Fada      | Voador     | Não evoluem                   | Diamond e Pearl             |
| Yanmega                | Megayanma            | 469                        | Inseto    | Voador     | Não evoluem                   | Diamond e Pearl             |
| Leafeon                | Leafia               | 470                        | Planta    | Planta     | Não evoluem                   | Diamond e Pearl             |
| Glaceon                | Glacia               | 471                        | Gelo      | Gelo       | Não evoluem                   | Diamond e Pearl             |
| Gliscor                | Glion                | 472                        | Terrestre | Voador     | Não evoluem                   | Diamond e Pearl             |
| Mamoswine              | Mammoo               | 473                        | Gelo      | Terrestre  | Não evoluem                   | Diamond e Pearl             |
| Porygon-Z              | Porygon-Z            | 474                        | Normal    | Normal     | Não evoluem                   | Diamond e Pearl             |
| Gallade                | Erureido             | 475                        | Psíquico  | Lutador    | Mega Evolução                 | Diamond e Pearl             |
| Mega Gallade           | Mega Erureido        | 475                        | Psíquico  | Lutador    | Não evoluem                   | Omega Ruby e Alpha Sapphire |
| Probopass              | Dainose              | 476                        | Pedra     | Metálico   | Não evoluem                   | Diamond e Pearl             |
| Dusknoir               | Yonoir               | 477                        | Fantasma  | Fantasma   | Não evoluem                   | Diamond e Pearl             |
| Froslass               | Yukimenoko           | 478                        | Gelo      | Fantasma   | Não evoluem                   | Diamond e Pearl             |
| Rotom                  | Rotom                | 479                        | Elétrico  | Fantasma   | Não evoluem                   | Diamond e Pearl             |
| Rotom Calor            | Heat Rotom           | 479                        | Elétrico  | Fogo       | Não evoluem                   | Diamond e Pearl             |
| Rotom Lavagem          | Wash Rotom           | 479                        | Elétrico  | Água       | Não evoluem                   | Diamond e Pearl             |
| Rotom Congelante       | Frost Rotom          | 479                        | Elétrico  | Fogo       | Não evoluem                   | Diamond e Pearl             |
| Rotom Ventilador       | Fan Rotom            | 479                        | Elétrico  | Voador     | Não evoluem                   | Diamond e Pearl             |
| Rotom Corte            | Mow Rotom            | 479                        | Elétrico  | Planta     | Não evoluem                   | Diamond e Pearl             |
| Uxie                   | Yuxie                | 480                        | Psíquico  | Psíquico   | Não evoluem                   | Diamond e Pearl             |
| Mesprit                | Emrit                | 481                        | Psíquico  | Psíquico   | Não evoluem                   | Diamond e Pearl             |
| Azelf                  | Agnome               | 482                        | Psíquico  | Psíquico   | Não evoluem                   | Diamond e Pearl             |
| Dialga                 | Dialga               | 483                        | Metálico  | Dragão     | Não evoluem                   | Diamond e Pearl             |
| Palkia                 | Palkia               | 484                        | Água      | Dragão     | Não evoluem                   | Diamond e Pearl             |
| Heatran                | Heatran              | 485                        | Fogo      | Metálico   | Não evoluem                   | Diamond e Pearl             |
| Regigigas              | Regigigas            | 486                        | Normal    | Normal     | Não evoluem                   | Diamond e Pearl             |
| Giratina               | Giratina             | 487                        | Fantasma  | Dragão     | Não evoluem                   | Diamond e Pearl             |
| Cresselia              | Crecelia/Cresselia   | 488                        | Psíquico  | Psíquico   | Não evoluem                   | Diamond e Pearl             |
| Phione                 | Phione               | 489                        | Água      | Água       | Não evoluem                   | Diamond e Pearl             |
| Manaphy                | Manaphy              | 490                        | Água      | Água       | Não evoluem                   | Diamond e Pearl             |
| Darkrai                | Darkrai              | 491                        | Noturno   | Noturno    | Não evoluem                   | Diamond e Pearl             |
| Shaymin                | Shaymin              | 492                        | Planta    | Planta     | Não evoluem                   | Diamond e Pearl             |
| Land Forme Shaymin     | Land Forme Shaymin   | 492                        | Planta    | Planta     | Não evoluem                   | Diamond e Pearl             |
| Sky Forme Shaymin      | Sky Forme Shaymin    | 492                        | Planta    | Voador     | Não evoluem                   | Platinum                    |
| Arceus                 | Arceus               | 493                        | Normal    | Normal     | Não evoluem                   | Diamond e Pearl             |
| Arceus                 | Arceus               | 493                        | Planta    |            | Não evoluem                   | Diamond e Pearl             |
| Arceus                 | Arceus               | 493                        | Fogo      |            | Não evoluem                   | Diamond e Pearl             |
| Arceus                 | Arceus               | 493                        | Água      |            | Não evoluem                   | Diamond e Pearl             |
| Arceus                 | Arceus               | 493                        | Inseto    |            | Não evoluem                   | Diamond e Pearl             |
| Arceus                 | Arceus               | 493                        | Elétrico  |            | Não evoluem                   | Diamond e Pearl             |
| Arceus                 | Arceus               | 493                        | Pedra     |            | Não evoluem                   | Diamond e Pearl             |
| Arceus                 | Arceus               | 493                        | Psíquico  |            | Não evoluem                   | Diamond e Pearl             |
| Arceus                 | Arceus               | 493                        | Terrestre |            | Não evoluem                   | Diamond e Pearl             |
| Arceus                 | Arceus               | 493                        | Lutador   |            | Não evoluem                   | Diamond e Pearl             |
| Arceus                 | Arceus               | 493                        | Venenoso  |            | Não evoluem                   | Diamond e Pearl             |
| Arceus                 | Arceus               | 493                        | Noturno   |            | Não evoluem                   | Diamond e Pearl             |
| Arceus                 | Arceus               | 493                        | Voador    |            | Não evoluem                   | Diamond e Pearl             |
| Arceus                 | Arceus               | 493                        | Gelo      |            | Não evoluem                   | Diamond e Pearl             |
| Arceus                 | Arceus               | 493                        | Metálico  |            | Não evoluem                   | Diamond e Pearl             |
| Arceus                 | Arceus               | 493                        | Fada      |            | Não evoluem                   | Diamond e Pearl             |
| Arceus                 | Arceus               | 493                        | Fantasma  |            | Não evoluem                   | Diamond e Pearl             |
| Arceus                 | Arceus               | 493                        | Dragão    |            | Não evoluem                   | Diamond e Pearl             |
| Arceus                 | Arceus               | 493                        | ???       |            | Não evoluem                   | Diamond e Pearl             |